# Gottgläubig

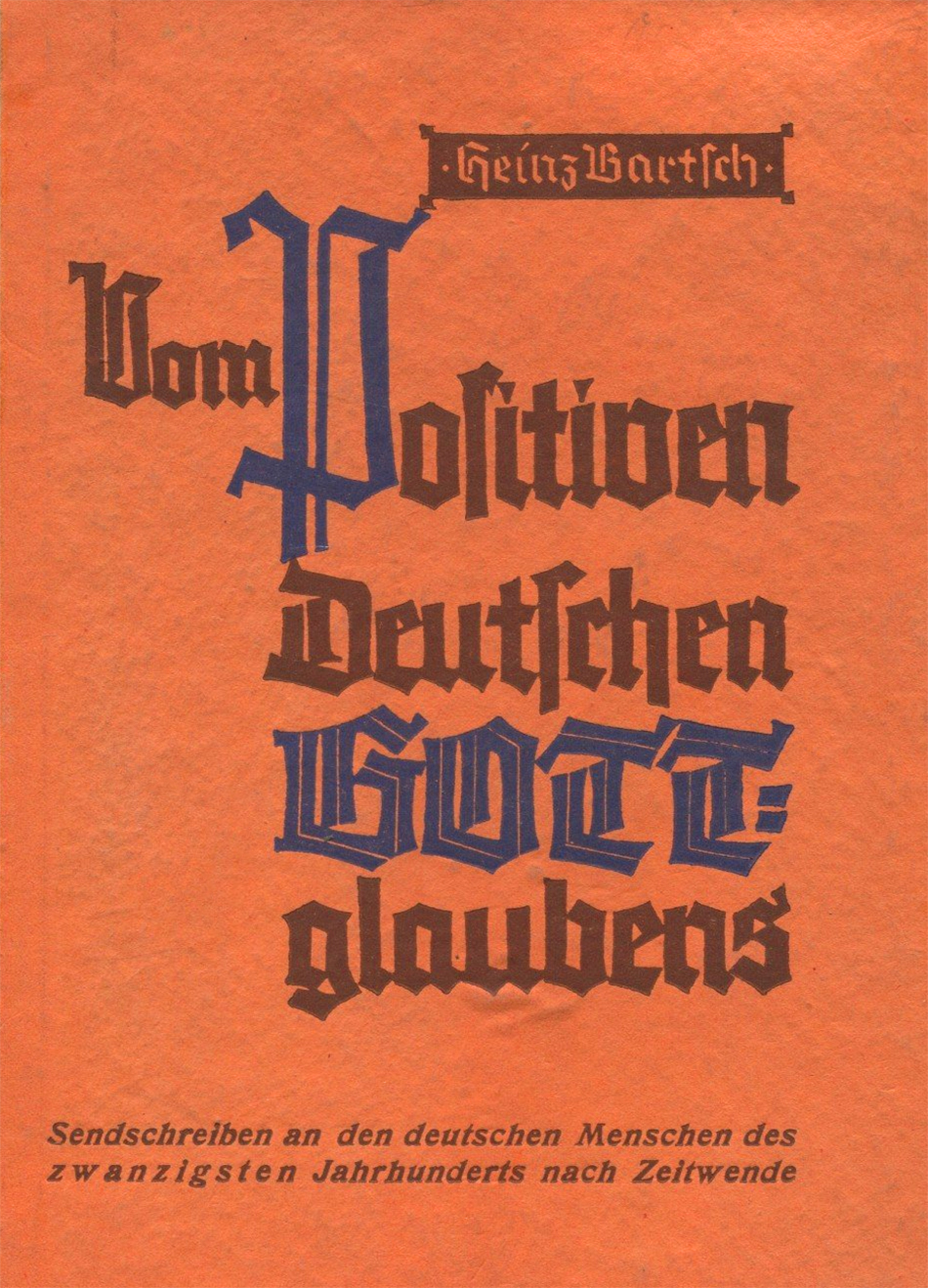
Sur la croyance divine allemande positive (1939)

Dans l'Allemagne nazie, Gottgläubig (littéralement « croire en Dieu »,) était un terme religieux nazi désignant une forme de christianisme non dénominationnel pratiquée par les Allemands qui avaient quitté les églises chrétiennes mais gardé leur foi en Jésus-Christ ou une puissance supérieure ou un créateur divin. Ces personnes étaient appelées Gottgläubige, et le terme pour l'ensemble du mouvement était Gottgläubigkeit. Ce terme désigne une personne qui croit encore en Dieu, mais sans avoir d'affiliation religieuse institutionnelle. Les nazis n'étaient pas favorables aux institutions religieuses de leur époque, mais cherchaient plutôt à faire revivre l'âge d'or du christianisme des siècles précédents. Ils ne toléraient aucun athéisme au sein des membres du NSDAP : le Gottgläubigkeit était une sorte de religion non organisée officiellement sanctionnée, équivalant à un « chrétien non confessionnel » aux États-Unis. Le dictionnaire philosophique de 1943 définit le Gottgläubig comme suit : « désignation officielle pour ceux qui professent un type spécifique de piété et de morale, sans être liés à une confession religieuse, tout en rejetant toutefois l'irréligion et l'impie ». Lors du recensement de 1939, 3,5% de la population allemande s'est identifiée comme Gottgläubig.

## Origines
Dans le programme national-socialiste de 1920 du Parti national-socialiste des travailleurs allemands (NSDAP), Adolf Hitler mentionne pour la première fois l'expression « christianisme positif ». Le Parti ne souhaitait pas se lier à une confession chrétienne particulière, mais au christianisme en général, et recherchait la liberté de religion pour toutes les confessions « tant qu'elles ne mettent pas en danger son existence ou ne s'opposent pas aux sens moraux de la race germanique ».
Lorsque Hitler et le NSDAP sont arrivés au pouvoir en 1933, ils ont cherché à affirmer le contrôle de l'État sur les églises, d'une part par le Reichskonkordat avec l'Église catholique romaine, et la fusion forcée de la Confédération de l'Église évangélique allemande avec l'Église protestante du Reich. Cette politique semble s'être relativement bien déroulée jusqu'à la fin de 1936, date à laquelle « une détérioration progressive des relations » entre le parti nazi et les églises a vu la montée du Kirchenaustritt (« quitter l'église »). Bien qu'il n'y ait pas eu de directive officielle descendante pour révoquer l'adhésion à l'église, certains membres du parti nazi ont commencé à le faire volontairement et ont mis d'autres membres sous pression pour suivre leur exemple. Ceux qui ont quitté les églises ont été désignés comme Gottgläubige (« croyants en Dieu »), terme officiellement reconnu par le ministre de l'Intérieur Wilhelm Frick le 26 novembre 1936. Il a souligné que le terme signifiait une dissociation politique des églises, pas un acte d'apostasie religieuse. Le terme « dissident », que certains sortants de l'église avaient utilisé jusqu'à eux, était associé à « sans croyance » (glaubenslos), tandis que la plupart d'entre eux soulignaient qu'ils croyaient toujours en Dieu et nécessitaient donc un mot différent.
L'idéologue du parti nazi Alfred Rosenberg a été le premier à quitter son église  en novembre 1933, mais pendant les trois prochaines années, il sera le seul leader nazi de premier plan à le faire. Au début de 1936, les dirigeants SS Heinrich Himmler et Reinhard Heydrich ont mis fin à leur appartenance à l'Église catholique romaine, suivis par un certain nombre de Gauleiter dont Martin Mutschmann (Saxe), Carl Röver (Weser-Ems) et Robert Heinrich Wagner (Baden). À la fin de 1936, en particulier des membres du parti catholique romain ont quitté l'église, suivis en 1937 par une inondation de membres du parti principalement protestants. Hitler lui-même n'a jamais répudié son appartenance à l'Église catholique romaine; en 1941, il a dit à son général Gerhard Engel : "Je suis maintenant comme avant un catholique romain et le resterai toujours." 

## Démographie
Recensement des religions des allemands en 1939 :196
- Membres de l'Église Protestante ou Catholique (94,5 %)
- Gottgläubig (3,5 %)
- Juifs (0,4 %)
- Autres religions (0,1 %)
- Irréligion (1,5 %)

Les personnes identifiées comme gottgläubig pouvaient détenir un large éventail de croyances religieuses, notamment le christianisme non clérical, le néopaganisme germanique, un théisme générique non chrétien, le  déisme  et le panthéisme. À strictement parler, les Gottgläubigen n'étaient même pas tenus de mettre fin à leur appartenance à l'église, mais fortement encouragés à le faire.
Par décret du ministère de l'Intérieur du Reich du 26 novembre 1936, ce descripteur religieux a été officiellement reconnu dans les registres gouvernementaux. Le recensement du 17 mai 1939 a permis pour la première fois aux citoyens allemands de s'inscrire officiellement comme gottgläubig. Sur 79,4 millions d'Allemands, 2,7 millions de personnes (3,5 %) ont déclaré être gottgläubig, contre 94,5 % qui appartenaient soit à l'église protestante, soit à l'église catholique romaine, 300 000 juifs (0,4 %), 86 000 adeptes d'autres religions (y compris les musulmans, les bouddhistes, les hindous, les néopaïens et autres sectes et mouvements religieux, 0,1 %), et 1,2 million (1,5 %) qui n'avaient aucune foi (glaubenslos). Paradoxalement, les Allemands vivant dans les zones urbaines, où le soutien au parti nazi était le plus faible, étaient les plus susceptibles de s'identifier comme gottgläubig, les cinq taux les plus élevés se trouvant à Berlin (10,2%), Hambourg (7,5%), Vienne (6,4% ), Düsseldorf (6,0%) et Essen (5,3%).
Le terme apparaît encore sporadiquement quelques années après la guerre, et est reconnu dans le recensement de 1946 à l'intérieur de la zone d'occupation française, avant qu'il ne disparaisse des documents officiels.

## Himmler et la SS

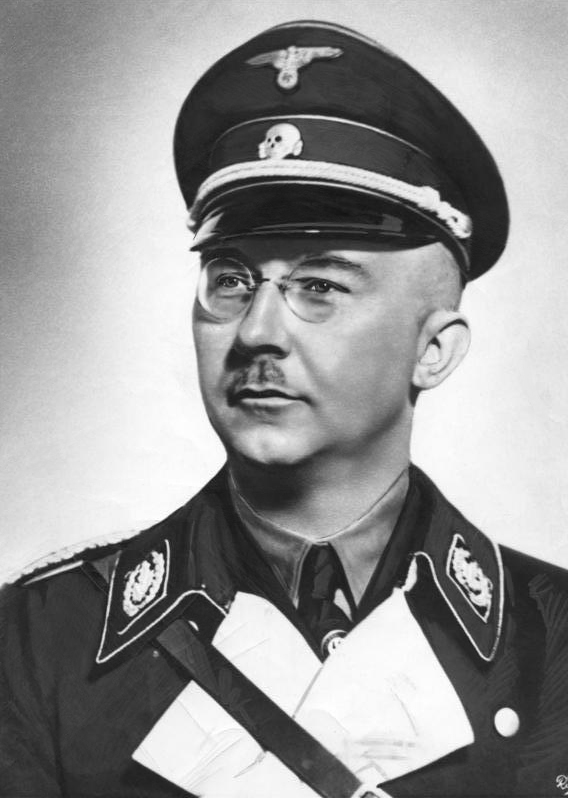
« Nous croyons en un Dieu Tout-Puissant qui se tient au-dessus de nous ; il a créé la terre, la patrie et le Volk, et il nous a envoyé le Führer. Tout être humain qui ne croit pas en Dieu doit être considéré comme arrogant, mégalomane et stupide et ne convient donc pas aux SS. » Heinrich Himmler

Le Reichsführer-SS Heinrich Himmler, lui-même ancien catholique romain, a été l'un des principaux promoteurs du mouvement gottgläubig. Il était hostile au christianisme, à ses valeurs, aux églises et à leur clergé. Cependant, Himmler a déclaré: « En tant que nationaux-socialistes, nous croyons en une vision divine du monde. » . Il a insisté sur l'existence d'un Dieu créateur, qui a favorisé et guidé le Troisième Reich et la nation allemande, comme il l'a annoncé aux SS : « Nous croyons en un Dieu Tout-Puissant qui se tient au-dessus de nous; il a créé la terre, la patrie, et le Volk, et il nous a envoyé le Führer. Tout être humain qui ne croit pas en Dieu doit être considéré comme arrogant, mégalomane et stupide et ne convient donc pas aux SS. »  Il n'a pas permis aux athées d'entrer dans les SS, arguant que leur « refus de reconnaître des pouvoirs supérieurs » serait une « source potentielle d'indiscipline. » 
Himmler n'était pas particulièrement préoccupé par la question de savoir comment étiqueter cette divinité; Dieu Tout-Puissant, l'Ancien, le Destin, la "Waralda", la Nature, etc. étaient tous acceptables, tant qu'ils faisaient référence à une "puissance supérieure qui avait créé ce monde et l'avait doté des lois de la lutte et de la sélection qui garantissaient l'existence continue de la nature et de l'ordre naturel des choses. "  Selon Himmler, "Seul celui qui s'oppose à la croyance en un pouvoir supérieur est considéré comme impie"; tout le monde était gottgläubig, mais devrait donc être en dehors de l'église. Les membres SS ont été mis sous pression pour s'identifier comme gottgläubig et révoquer leur adhésion à l'église, si nécessaire sous la menace d'expulsion.
Les dossiers du personnel SS montrent que la plupart de ses membres qui ont quitté l'église de leur éducation l'ont fait juste avant ou peu de temps après avoir rejoint les SS. Les membres du Sicherheitsdienst (SD) étaient les corps les plus disposés au sein des SS à se retirer de leurs confessions chrétiennes et à changer leur appartenance religieuse en gottgläubig à 90%. Parmi les officiers SS, 74% de ceux qui ont rejoint les SS avant 1933 l'ont fait, tandis que 68% qui ont rejoint les SS après 1933 finiraient par se déclarer gottgläubig. Parmi les membres SS généraux, 16% avaient quitté leurs églises à la fin de 1937 

## Voir également
- Culte de l'être suprême
- L'ésotérisme en Allemagne et en Autriche
- Chrétiens allemands
- Mouvement religieux allemand
- Néopaganisme germanique
- L'occultisme dans le nazisme
- Christianisme positif
- La religion dans l'Allemagne nazie
- Aspects religieux du nazisme
- Société Thulé